# Катастрофа MD-82 в Суракарте
Катастрофа MD-82 в Суракарте — авиационная катастрофа, произошедшая вечером 30 ноября 2004 года. Авиалайнер McDonnell Douglas MD-82 авиакомпании Lion Air выполнял внутренний рейс JT583 по маршруту Джакарта — Суракарта — Сурабая, но после посадки в Суракарте выкатился за пределы взлётной полосы и врезался в насыпь рядом с оградой кладбища, находившегося за пределами ВПП. Из находившихся на борту самолёта 153 человек (146 пассажиров и 7 членов экипажа) погибли 25.
Катастрофа рейса 583 стала первой авиакатастрофой в истории Lion Air.

## Самолёт
McDonnell Douglas MD-82 (регистрационный номер PK-LMN, заводской 49189, серийный 1173) был выпущен в 1984 году (первый полёт совершил 13 ноября). 20 декабря того же года был передан авиакомпании Aeroméxico, в которой получил бортовой номер XA-AMP и имя Aguascalientes. 5 ноября 2002 года был куплен авиакомпанией Lion Air и его б/н сменился на PK-LMN. Оснащён двумя турбореактивными двигателями Pratt & Whitney JT8D-217C. На день катастрофы совершил 43 940 циклов «взлёт-посадка» и налетал 56 674 часа.

## Экипаж
- Командир воздушного судна (КВС) — 32-летний Дви Мавасторо (англ. Dwi Mawastoro).
- Второй пилот — 36-летний Стивен Лесдек (англ. Stephen Lesdek).

В салоне самолёта работали пятеро бортпроводников.